# Peter Jensen (Physiker)
Peter Herbert Jensen (* 28. November 1913 in Göttingen; † 17. August 1955 in Quend-Plage-Les-Pins, Nordfrankreich) war ein deutscher Experimentalphysiker, der sich mit Wirkungsquerschnitten von Neutronen und Teilchenbeschleunigern beschäftigte.
Jensen studierte von 1932 bis 1938 Physik an der Universität Göttingen und der Universität Freiburg. Er promovierte 1938 in Göttingen unter Georg Joos. Von 1939 bis 1945 war er Lehrassistent von Walther Bothe am Kaiser-Wilhelm-Institut für medizinische Forschung in Heidelberg. In dieser Zeit war er Mitglied im Uranprojekt, das die technische Nutzung der Kernspaltung als Ziel hatte. Im Rahmen dieser Tätigkeit veröffentlichte er fünf Artikel in den  als streng geheim klassifizierten Kernphysikalischen Forschungsberichten.
Im Jahr 1943 schloss er seine Habilitation an der Universität Heidelberg ab. Thema seiner Habilitationsschrift waren Wirkungsquerschnitte von Neutronen bei Neutronenstreuungs-Experimenten. Nach Kriegsende war an der Universität Freiburg zunächst weiter Lehrassistent von Walther Bothe. 1947 wurde er dort Privatdozent, 1951 dann außerordentlicher Professor. In dieser Zeit arbeitete er am Aufbau eines Van-de-Graaff-Beschleunigers für kernphysikalische Experimente. Im Jahr 1954 wurde er Abteilungsleiter am Max-Planck-Institut für Chemie in Mainz und außerordentlicher Professor an der Universität Mainz.